# Еублефар туркменський
Еублефар туркменський (Eublepharis turcmenicus) — вид ящірок з родини геконових (Gekkonidae). Один із 7 видів роду. Ендемік Туркменістану та Ірану.

## Опис
Досить великий гекон. Довжина тіла від кінчика морди до клоаки (L.) до 160 мм. Хвіст (L.cd.) значно коротший за довжину тулуба з головою (відношення  L./L.cd. складає 1,46—2,66), товстий (на кшталт морквини), круглий, гостроконечний, ламкий, здатний до регенерації. Потовщення на хвості в середній його частині є місцем накопичення поживних речовин на зиму.  Голова масивна, висока, яйцеподібна, чітко відмежована від шиї.  Очі порівняно невеликі, з добре розвиненими рухомими повіками; зіниця вертикальна. Кінцівки помірної довжини. Пальці короткі, циліндричні, без зубчиків по краях; знизу з одним подовжнім рядом пластинок. Самці з добре вираженими 5—9 анальними порами. Маса тіла до 62 г. Самці крупніші за самок.
Тіло вкрито дрібною багатогранною гладенькою лускою, що перемежовується з великими поздовжньо витягнутими роговими горбиками. Хвіст кільчастий, з поперечними рядами дрібних лусок, причому у кожному кольці (сегменті) проходить ряд косо конічних горбиків. Морда зверху і з боків вкрита численними і шести- восьмикутними пластинками, серед яких виділяються великі конусоподібні горбики. Ніздря округла, розташована в задній частині носового щитка. Верхньогубних щитків 8—11, нижньогубних — 8—10. Підборідні щитки великі.
Забарвлення зверху жовтуватого, охристого, жовтувато-бурого або світло-сірого кольору з численними темними, іноді витягнутими впоперек неправильної форми плямами і цяточками. Кінцівки світло-жовті з темними плямами. Хвіст світло-бузковий із темними плямами —залишками ювенільних смуг. У молодих ящірок ці плями виражені дуже різко, вони мають вигляд чорних поперечних смуг, з яких одна розташована на шиї, дві — на спині та кілька інших на хвості.

## Поширення
Ендемік  Туркменістану та Ірану. Ареал охоплює Туркменістан (хребти Копетдаг і Кюрендаг) та прилеглі північно-східні райони Ірану (Туркмено-Хорасанські гори).
Чисельність популяції всюди дуже низька. За одну екскурсію в Копетдазі зустрічали не більше 1—2 ящірок.

## Особливості біології
Живуть еублефари в кам'янистих передгір'ях і сухих ділянках долин річок із зрідженою ксерофітною рослинністю, де ведуть нічний і присмерковий спосіб життя, ховаючись вдень під каменями і в норах гризунів. В гори піднімаються до висоти 700—800 м н. р. м.
Досить вибаглива до температури навколишнього середовища ящірка. Навесні перші активні особі спостерігаються з середини квітня. У зимову сплячку уходить на початку вересня. Таким чином, період річної активності гекона складає всього 110—120 днів. З денних сховищ звичайно виходять при температурі повітря +24—27 °С, але не нижче +18 °С. При утриманні в тераріумі найбільшу активність геконів спостерігали при температурі повітря близько +30 °С. Пересуваються повільно, на випрямлених ногах, часом зупиняючись і розгойдуючись вперед і назад, бігає рідко. Будучи спійманим, гекон видає гучні скрипучі звуки, обвиваючись хвостом навколо пальців, широко розкриває пащу, намагаючись вкусити. Здатний при небезпеці відкидати хвоста.
Статевозрілими еублефари стають у віці 2,5—3 роки при довжині тіла 120—130 мм. Відомості щодо розмноження гекона дуже мізерні. Відомо, що самки наприкінці травня — на початку липня відкладають по 1—3 яєць в білій пергаментоподібній оболонці, розміром 30—40 × 19—20 мм. Молоді особини у віці 1 року мають довжину тіла близько 70 мм і масу тіла близько 5 г. Тривалість життя ймовірно не перевищує 7 років.
Харчуються переважно різноманітними комахами (саранові, цвіркуни, терміти, твердокрилі, клопи, перепочастокрилі тощо), а також павуками, сольпугами, скорпіонами, мокрицями, здатні поїдати також дрібних ящірок. Полюючи на свою здобич, еублефари різко розмахують хвостом, відволікаючи на нього увагу перед атакою. Щелепи ціпкі й досить міцно утримують і трощать жертву, у боротьбі з великою здобиччю іноді гекони обертаються навколо осі тіла. У неволі спостерігали за тим, як еублефар після линяння з'їдав свою стару шкіру.
Еублефара туркменського знаходили в складі кормів кобри середньоазійської та орла-змієїда.

## Охорона
Стан більшості природних популяцій виду в межах ареалу залишається більш-менш стабільним. Саме тому він, згідно Червоного списку МСОП, отримав охоронний статус «відносно благополучний вид». Але в окремих регіонах спостерігається тенденція до зниження чисельності популяції виду, що потребує запровадження охоронних заходів. Тому, еублефар туркменський, як рідкісний вузькоареальний вид,  занесений до Червоної книги Туркменістану (категорія 3). Охороняється в Копетдазькому і Сюнт-Хосардазькому заповідниках Туркменістану. Для збереження виду необхідно додаткове створення природно-заповідних об'єктів в місцях компактного проживання гекона.

## Практичне значення

### Утримання в неволі
У випадку утримання еублефара в тераріумі, годувати бажано туркменськими тарганами, банановими цвіркунами, як делікатес давати зоофобасів. Еублефари скидають власну шкіру переважно раз у 2 тижні. Для їхнього здоров'я, необхідно створити для них схованку (маленький будиночок, непрозорий контейнер з тонкою губкою чи вологою серветкою) з вологістю 60—80 %. Це допоможе пережити линяння та не отримати після неї подразнення, оскільки суха попередня шкіра — твердіє і може передавити деякі ділянки свіжої шкіри, також може передавити кров'яні судини навколо їх пальчиків, лап тощо. Допомагати і витягувати з них стару луску не потрібно, якщо еублефар справляється з цим самостійно протягом 2-х днів. Пізніше, щоб сховати свої сліди, ящірка з'їдає власну шкіру. Також геконам необхідна свіжа фільтрована вода щодня і куточок з теплим камінням 32—35 °С, там він може відпочивати та, за рахунок вищої температури, краще перетравлювати їжу. В іншому куточку тераріуму необхідно тримати температуру 22—26 °С.

## Систематика
За своїм систематичним положенням еублефар туркменський знаходиться між індо-пакистанським видом еублефаром плямистим (Eublepharis macularius) і західно-іранським еублефаром іранським (Eublepharis argamainyu). Від першого з них, з яким його раніше об'єднували, еублефар туркменський відрізняється меншими розмірами, відносно слабким розвитком горбиків на підпальцевих пластинках, більшою кількістю лусок в одному ряду поперек черева, меншим числом анальних пор та особливостями забарвлення.